# میها زاج
میها زاج (انگلیسی: Miha Zajc؛ زادهٔ ۱ ژوئیهٔ ۱۹۹۴) بازیکن فوتبال اهل اسلوونی است.
از باشگاه‌هایی که در آن بازی کرده‌است می‌توان به باشگاه فوتبال جنوآ، باشگاه فوتبال امپولی، باشگاه فوتبال اینتربلوک لیوبلیانا، و باشگاه فوتبال فنرباغچه اشاره کرد.
وی همچنین در تیم‌های ملی فوتبال زیر ۲۱ سال اسلوونی، بزرگسالان اسلوونی بازی کرده‌است.